# 黒石寺
黒石寺（こくせきじ）は、岩手県奥州市水沢黒石町山内（もと江刺郡黒石村）にある天台宗の寺院。「くろいしでら」と読まれることも多い。山号は妙見山（みょうけんざん）。本尊は薬師如来坐像。
重要文化財で平安時代初期の在銘像である木造薬師如来坐像や、選択無形民俗文化財の黒石寺蘇民祭で知られる。

## 歴史
天平元年（729年）、東北地方初の寺院として行基が開いたとされる。東光山薬師寺と称していたが、延暦年間（782年 - 806年）に、蝦夷征伐による兵火により焼失。その後大同2年（807年）に坂上田村麻呂により再興され、嘉承2年（849年）円仁（慈覚大師）が中興して現在の寺号となったとされる。
もとは修験（山伏）の寺であり、胆沢城鎮守の式内社である石手堰神社の別当寺として、盛時には48の伽藍があったと伝えられ、一帯には多くの寺跡がある。
現在の本堂と庫裏は明治17年（1884年）に再建。

## 文化財

### 重要文化財（国指定）
木造薬師如来坐像
桂材の一木造り。像高126 cm。像底と背部から内刳を施し、像内膝裏には貞観4年（862年）の年紀を含む墨書銘が記されている。これは、木彫の仏像の造像銘で年号を明記したものとしては、日本最古のものである。貞観4年は、胆沢城が築かれた延暦21年（802年）から60年目であることが指摘されている。像は目尻の吊り上った険しい表情を示す。右肩部に表された渦文（渦巻状の衣文）、分厚く造形された両脚部、膝頭から足首に向かって絞り込むような衣文表現、頭髪部に肉髻（椀状の盛り上がり）を明確に表さない点などは平安初期彫刻の特色である。面部、両肩などの造形に乾漆を併用しているのもこの時代の特色である。がっしりした正面観に対し側面の造形が扁平であること、左肩から腹前にかけての衣文の荒々しい刻み方などに地方的特色がうかがわれる。本像は在銘遺品がきわめて少ない平安初期彫刻の中にあって、制作年代が明確な基準作として重要である。
木造僧形坐像（伝・慈覚大師像）
本来の像名が不明のため、重要文化財指定名称は「僧形」坐像となっている。寺伝に慈覚大師像というが、地蔵菩薩像または僧形八幡神坐像として造られた可能性もある。カツラ材の一木造であるが、両膝部は別材を矧ぎ付けており、両膝部材の矧面に「永承二年二月九日仏師僧積□」の銘がある（永承2年は1047年）。「積□」については、「積能」と読むのが定説となっている。
木造四天王立像
本堂須弥壇の四隅に安置される四天王像。前方の2像（持国天・増長天）と後方の2像（広目天・多聞天）とは作風に違いがあり、持国天・増長天は9世紀の作、広目天・多聞天はやや遅れての制作とみられる。

### 岩手県指定有形文化財
- 木造日光・月光菩薩像 - 奥州藤原氏二代基衡が寄進したと伝わり、平安末期造像と伝わる。
- 木造十二神将立像

## 前後の札所
- 奥州三十三観音霊場

24 長谷寺 - 25 黒石寺 - 26 長泉寺

## 交通
バス　岩手県交通
- 東北本線水沢駅より｢正法寺線｣に乗車し、｢黒石寺前｣バス停下車。

車
- 東北本線水沢駅より20分
- 東北新幹線水沢江刺駅より15分
- 東北自動車道水沢インターチェンジより25分
- 東北自動車道平泉前沢インターチェンジより20分